# Marktrating
Das Marktrating zeigt die Prognose der Marktteilnehmer zum erwarteten Zahlungsausfall von Staaten und Unternehmen. Es basiert auf Marktdaten und ist frei von persönlichen Auffassungen. 
Als Referenzgröße zur Bemessung von Ausfallwahrscheinlichkeiten wird das Renditenniveau von börsengehandelten Anleihen herangezogen. Je höher die von den Marktteilnehmern erwartete Ausfallwahrscheinlichkeit, desto höher ist auch die Risikoprämie, die Marktteilnehmer fordern, um das Risiko einer Investition einzugehen. Wird die Ertragserwartung (Rendite) in Relation zu vergleichbaren Investitionsmöglichkeiten gesetzt, bildet sich daraus das Ratingurteil der Marktteilnehmer. In effizienten Märkten mit rational agierenden Marktteilnehmern ist das Marktrating das Ergebnis aller für die Marktteilnehmer erreichbaren Informationen und somit die bestmögliche Einschätzung zur Ausfallwahrscheinlichkeit eines Schuldners. Das Ratingurteil der Marktteilnehmer wird auch als „wahres“ Bonitätsurteil bezeichnet. 
Ein aktuelles Marktrating ist in der Regel präziser und schneller verfügbar, als ein Ratingurteil von Ratingagenturen, das auf Einschätzungen und Analysen durch Experten beruht.